# Lupus Hellinck
Lupus Hellinck, także Wulfaert, Wulfardus (ur. około 1494–1496 przypuszczalnie w Axel, zm. prawdopodobnie 14 stycznia 1541 w Brugii) – franko-flamandzki kompozytor.

## Życiorys
W latach 1506–1511 był chórzystą przy kolegiacie św. Donacjana w Brugii. Po przypuszczalnie dwuletniej nauce poza miastem wrócił do Brugii i w latach 1513–1515 ponownie działał przy tej kolegiacie jako kościelny. Między 1515 a 1519 rokiem uzyskał święcenia kapłańskie i w 1519 roku został klerykiem kolegiackim. Od 1521 do 1523 roku prowadził chór przy kościele NMP, a następnie wrócił do kolegiaty św. Donacjana, gdzie do śmierci kierował kapelą.
Jego twórczość kompozytorska obejmuje kilkanaście mszy i motetów na 4 i 5 głosów, opracowania chorałów ewangelickich w języku niemieckim na 4 głosy oraz 4-głosowe chansons do tekstów francuskich i flamandzkich. Wszystkie msze Hellincka należą do gatunku missa parodia i oparte zostały głównie o motety Jeana Richaforta oraz jego własne. W swoich utworach stosował gęstą fakturę z niewielką ilością pauz, wprowadzał liczne dysonanse, w mszach i motetach imitacja lub konstrukcja swobodna z samodzielnym prowadzeniem głosów zdecydowanie przeważa nad homorytmią.